# بلال أيوب
بلال محمد صالح موسى أيوب (5 يناير 1958 في طولكرم – ) عالم وبروفيسور فلسطيني في الهندسة المدنية والبيئية والمائية، ولد في مدينة طولكرم الفلسطينية، ويحمل الجنسية الأمريكية، وهو مدير مركز التكنولوجيا وإدارة الأنظمة في جامعة ميريلاند، وخبير في تحليل المخاطر، وحاصل على مجموعة من الجوائز والتكريمات، وله مؤلفات علمية عديدة.

## نشأته وتحصيله العلمي
وُلِد بلال محمد صالح موسى أيوب في مدينة طولكرم الفلسطينية بتاريخ 5 يناير 1958. التحق عام 1975 بجامعة الكويت حيث حصل منها على درجة البكالوريوس في الهندسة المدنية عام 1979، ثم انتقل إلى الولايات المتحدة الأمريكية حيث حصل على درجة الماجستير في الهندسة المدنية من معهد جورجيا التقني عام 1981، ونال درجة الدكتوراه عام 1983 من ذات المعهد.

## عضوياته
العالم بلال أيوب عضو في عدد كبير من الجمعيات والمؤسسات العلمية؛ منها: الجمعية الأمريكية للمهندسين المدنيين، والجمعية الأمريكية للمهندسين الميكانيكيين، ومعهد مهندسي الكهرباء والإلكترونيات، ومجلة الأخبار الهندسية الأمريكية، ومجلة الهندسة الإنشائية، والجمعية الأمريكية لمهندسي البحرية [الإنجليزية]، وجمعية المهندسين البحريين [الإنجليزية]، جمعية تحليل المخاطر [الإنجليزية]، والمجلس القومي الأمريكي للبحوث، وهو أيضًا عضو مجلس إدارة مؤسسة «مجلس الفكر العربي».

## جوائز وتكريمات
حاز العالم بلال أيوب على عدد كبير من الجوائز والأوسمة، من أبرزها:
- جائزة جيمي هاميلتون "Jimmie Hamilton Award" من الجمعية الأمريكية لمهندسي البحرية [الإنجليزية]، عام 1985.[5]
- الورقة البحثية المتميزة في تخطيط وإدارة الموارد المائية من الجمعية الأمريكية للمهندسين المدنيين، عام 1987.[5]
- جائزة إدموند فريدمان "Edmund Friedman Award" من الجمعية الأمريكية للمهندسين المدنيين، عام 1989.[5]
- جائزة جيمي هاميلتون "Jimmie Hamilton Award" من الجمعية الأمريكية لمهندسي البحرية [الإنجليزية]، عام 1992.[5]
- جائزة "K. S. Fu Award" من جمعية معالجة المعلومات الضبابية في أمريكا الشمالية (NAFIPS)، عام 1995.[6]
- جائزة والتر هوبر لأبحاث الهندسة المدنية [الإنجليزية]، عام 1997.[5]
- جائزة جيمي هاميلتون "Jimmie Hamilton Award" من الجمعية الأمريكية لمهندسي البحرية [الإنجليزية]، عام 2000.[5]
- جائزة جيمي هاميلتون "Jimmie Hamilton Award" من الجمعية الأمريكية لمهندسي البحرية [الإنجليزية]، عام 2002.[5]
- أدرجته مؤسسة ماركيز هوز هو كمهندس بارز، عام 2003.[7]
- وسام قائد الخدمة العامة العسكري الأمريكي [الإنجليزية] من حكومة الولايات المتحدة الأمريكية، عام 2007.[8][2]
- جائزة سولبرغ "Solberg Award" من الجمعية الأمريكية لمهندسي البحرية [الإنجليزية]، عام 2016.[9][10]
- جائزة «العضو المتميز» من الجمعية الأمريكية للمهندسين المدنيين، عام 2017.[11]
- اختارته مجلة الأخبار الهندسية ضمن أفضل 25 شخصية صانعة للأخبار الهندسية، عام 2017.[5]
- جائزة الإنجاز المتميز، من الجمعية العربية الأمريكية للمهندسين والمعماريين، عام 2018.[12]
- جائزة ألفريدو أنج "Alfredo Ang Award" من الجمعية الأمريكية للمهندسين المدنيين، عام 2018.[13]
- تكريم من قسم البنى التحتية في الجمعية الأمريكية للمهندسين المدنيين، عام 2018.[14]
- ميدالية رئيس الجمعية الأمريكية للمهندسين المدنيين، عام 2019.[15]
- جائزة لي فال لوند "Le Val Lund Award" من الجمعية الأمريكية للمهندسين المدنيين، عام 2019.[16]
- جائزة «العضو الفخري» من الجمعية الأمريكية للمهندسين المدنيين، عام 2019.[17]
- اختير عام 2024 ضمن أفضل 2% من علماء العالم الأكثر استشهادًا بأبحاثهم في مجال الهندسة المدنية وفق التصنيف العالمي لجامعة ستانفورد.[18]

## أبحاثه
قدم العالم بلال أيوب عشرات الأبحاث، وقد حصلت أبحاثه مجتمعة على ما يزيد عن 10,000 استشهاد واقتباس، ومن أهم أبحاثه التي حصلت على ما يزيد عن 500 استشهاد لكل منها:
| اسم البحث | لغة البحث        | سنة النشر |
| --- | ---------------- | --------- |
| Probability, statistics, and reliability for engineers and scientists (الاحتمالات والإحصاءات والموثوقية للمهندسين والعلماء)                                                              | اللغة الإنجليزية | 2016      |
| Risk analysis in engineering and economics (تحليل المخاطر في الهندسة والاقتصاد) | اللغة الإنجليزية | 2003      |
| Elicitation of expert opinions for uncertainty and risks (استنباط آراء الخبراء بشأن عدم اليقين والمخاطر)                                                                                 | اللغة الإنجليزية | 2001      |
| Systems resilience for multihazard environments: Definition, metrics, and valuation for decision making (مرونة الأنظمة للبيئات متعددة المخاطر: التعريف والمقاييس والتقييم لاتخاذ القرار) | اللغة الإنجليزية | 2014      |

## مؤلفاته
ألف العالم بلال أيوب مجموعة من الكتب العلمية، من أبرزها:
| اسم الكتاب | لغة الكتاب       | سنة النشر | رقم ISBN                   |
| --- | ---------------- | --------- | -------------------------- |
| كتاب "Risk Analysis in Engineering and Economics, First Edition"                                              | اللغة الإنجليزية | 2004      | 978-1584883951، 1584883952 |
| كتاب "Vulnerability, Uncertainty, and Risk: Analysis, Modeling, and Management"                               | اللغة الإنجليزية | 2011      | 978-0784411704، 0784411700 |
| كتاب "Uncertainty Modeling and Analysis in Engineering and the Sciences"                                      | اللغة الإنجليزية | 2006      | 978-1584886440، 1584886447 |
| كتاب "Solutions Manual for Uncertainty Modeling And Analysis in Engineering And the Sciences"                 | اللغة الإنجليزية | 2006      | 978-1584886563، 1584886560 |
| كتاب "Numerical Analysis for Engineers: Methods and Applications"                                             | اللغة الإنجليزية | 2015      | 978-1482250350، 1482250357 |
| كتاب "Sea Level Rise and Coastal Infrastructure: Prediction, Risks and Solutions"                             | اللغة الإنجليزية | 2012      | 978-0784412008، 0784412006 |
| كتاب "Elicitation of Expert Opinions for Uncertainty and Risks"                                               | اللغة الإنجليزية | 2001      | 978-0849310874، 0849310873 |
| كتاب "Risk Analysis in Engineering and Economics, Second Edition"                                             | اللغة الإنجليزية | 2014      | 978-1466518254، 1466518251 |
| كتاب "Probability, Statistics, and Reliability for Engineers and Scientists, Third Edition"                   | اللغة الإنجليزية | 2011      | 978-1439809518، 1439809518 |
| كتاب "Hazard-Resilient Infrastructure: Analysis and Design"                                                   | اللغة الإنجليزية | 2021      | 978-0784415757، 0784415757 |
| كتاب "Climate-Resilient Infrastructure: Adaptive Design and Risk Management"                                  | اللغة الإنجليزية | 2018      | 978-0784415191، 0784415196 |
| كتاب "Probability Statistics, and Reliability for Engineers, First Edition"                                   | اللغة الإنجليزية | 1997      | 978-0849326905، 0849326907 |
| كتاب "Solutions Manual for Probability Statistics, and Reliability for Engineers, First Edition"              | اللغة الإنجليزية | 1997      | 978-0849326998، 0849326990 |
| كتاب "Thoughts and Conversations of Buildings and Other Structures"                                           | اللغة الإنجليزية | 2020      | 978-1497367166، 1497367166 |
| كتاب "Uncertainty Analysis in Engineering and Sciences: Fuzzy Logic, Statistics, and Neural Network Approach" | اللغة الإنجليزية | 1998      | 978-1461375005، 1461375002 |
| كتاب "Uncertainty Modeling in Finite Element, Fatigue and Stability of Systems"                               | اللغة الإنجليزية | 1997      | 978-9810231286، 9810231288 |
| كتاب "Resilience Engineering for Urban Tunnels"                                                               | اللغة الإنجليزية | 2018      | 978-0784415139، 0784415137 |
| كتاب "Numerical Methods for Engineers: Solutions Manual"                                                      | اللغة الإنجليزية | 1995      | 978-0132280815، 0132280817 |
| كتاب "Detection of delamination and cavities in concrete"                                                     | اللغة الإنجليزية | 1987      |                            |
| كتاب "Fatigue Design Guidance for Surface Ships Spiral-bound"                                                 | اللغة الإنجليزية | 2000      | 978-1423550822، 142355082X |
| كتاب "Fourth International Symposium on Uncertainty Modeling and Analysis"                                    | اللغة الإنجليزية | 2003      | 978-0769519975، 0769519970 |
| كتاب "Loading Cycles for the Fatigue Reliability Analysis of Miter Gates"                                     | اللغة الإنجليزية | 1995      |                            |
| كتاب "Uncertainty in Marine Structural Strength Due to Variability in Geometry and Material Properties"       | اللغة الإنجليزية | 1997      |                            |
| كتاب "Reliability and Stability Assessment of Concrete Gravity Structures"                                    | اللغة الإنجليزية | 1998      |                            |
| كتاب "Uncertainty Modeling in Vibration, Control and Fuzzy Analysis of Structural Systems"                    | اللغة الإنجليزية | 1997      | 978-9810231347، 9810231342 |
| كتاب "Applied Research in Uncertainty Modeling and Analysis"                                                  | اللغة الإنجليزية | 2007      | 978-0387235356، 0387235353 |
| كتاب "Uncertainty Modeling and Analysis in Civil Engineering, 1st Edition"                                    | اللغة الإنجليزية | 1997      | 978-0849331084، 0849331080 |

## حياته الشخصية
العالم بلال أيوب متزوج منذ تاريخ 27 يونيو 1987، وله عدة أبناء.